# 船曳涼太
船曳 涼太(ふなびき りょうた、2001年9月9日 - ）は、ジャパンラグビーリーグワンコベルコ神戸スティーラーズに所属するラグビーユニオン選手。

## プロフィール
- 兵庫県神戸市出身[1]
- ポジションはウィング(WTB)、フルバック(FB)。
- 身長 178 cm、体重 82 kg
- 愛称はビキ、リョウタ。

## 略歴
4歳からラグビーを始めた。
2020年、神戸科学技術高校卒業後、京都産業大学に入る。
2024年、アーリーエントリーでコベルコ神戸スティーラーズに加入。
2025年1月19日に行われたJAPAN RUGBY LEAGUE ONE第5節カンファレンスA浦安D-Rocks戦にて先発出場でリーグワン公式戦初出場を果たした。